# Tipula scandens
Tipula scandens är en tvåvingeart som beskrevs av Edwards 1928. Tipula scandens ingår i släktet Tipula och familjen storharkrankar. Inga underarter finns listade i Catalogue of Life.